# Uncle Jam Wants You
Albums de Funkadelic
One Nation Under a Groove
(1978) Connections & Disconnections
(1980)
Uncle Jam Wants You est le onzième album de Funkadelic sorti chez Warner Bros. Records en 1979, remastérisé en 2002 chez Priority Records. 
Comme de nombreux titres du Parliament et de Funkadelic, (Not Just) Knee Deep a été remis au goût du jour dans les années 90 par les nombreux samples du titre dans le rap, parmi lesquels Me Myself And I de De La Soul, Can't C Me de 2Pac et George Clinton, ou encore Fuck Wit Dre Day (And Everybody's Celebratin') de Dr. Dre. 

## Liste des morceaux
| 1. | Freak of the Week    | 5:34  |
| 2. | (Not Just) Knee Deep | 15:21 |

| 3. | Uncle Jam                           | 10:25 |
| 4. | Field Maneuvers                     | 2:26  |
| 5. | Holly Wants to Go to California     | 4:25  |
| 6. | Foot Soldiers (Star Spangled Funky) | 3:31  |

## Musiciens
Funkadelic Rescue Dance Band (comme mentionnés dans les notes de pochette) :
- Axe Force :
  - Fret Commanders Michael "Kidd Funkadelic" Hampton, Gary "DooWop" Shider, Eddie "Maggot Brain" Hazel
- Keyboard Battlecruisers :
  - Bernie (U.S.S. Woo!) Worrell, J.S. Theracon
- Uncle Jam's Drum and Wiggle Corps :
  - Tyrone "Speedfeet" Lampkin, Larry Fratangelo
- Bass Anti-Flam Units :
  - Rodney "Skeet" Curtis, Cordell "Boogie" Mosson
- Vocal Assault & Funkatition Team :
  - Uncle Jam Clinton, Gary "DooWop" Shider, Larry "Sir Nose" Heckstall, Sheila Horn, Ron "Prophet" Ford, Jeanette McGruder, Dawn Silva, Michael "Clip" Payne, Greg Thomas, Ray "Stingray" Davis

Musiciens additionnels :
- Guitares :
  - William Collins, Dewayne McKnight, Glenn Goins
- Basses :
  - Billy Bass Nelson, William Collins, Jeff Bunn
- Claviers :
  - Junie Morrison, Gary Hudgins, Gerome Rogers
- Batterie et percussions :
  - Tiki Fulwood, William Collins, Dennis Chambers, Jerome Brailey
- Chœurs :
  - Linda Brown, Jessica Cleaves, Mallia Franklin, Philippe Wynne, Lige Curry, James Wesley, Greg Boyer, Gerome Rogers

Photographie :
- Diem Jones